# Protocollo di Minsk II
Il Protocollo di Minsk II, conosciuto anche come Minsk II o MinskII, è un accordo, stipulato nel vertice tenutosi a Minsk l'11 febbraio 2015, tra i capi di Stato di Ucraina, Russia, Francia e Germania: il processo negoziale che era iniziato l'anno prima nella stessa città portò all'approvazione di un pacchetto di misure per alleviare l'ancora in corso guerra del Donbass.

## Storia
L'iniziativa del Quartetto Normandia ridiede impulso al negoziato da loro stessi inaugurato propiziando il primo Protocollo di Minsk, siglato il 5 settembre 2014. Per l'attuazione del primo protocollo si era scelto di valorizzare il canale del Gruppo di Contatto Trilaterale sull'Ucraina, con il coinvolgimento dell'Organizzazione per la sicurezza e la cooperazione in Europa (OSCE): eppure fu 
dopo il crollo del "cessate il fuoco" del Protocollo di Minsk, nel gennaio-febbraio 2015, che le discussioni tra i Quattro portarono ad un accordo, supervisionato dall'OSCE.
Il nuovo pacchetto di misure è nato per dar nuovo slancio ad un accordo tra i contendenti, ma i suoi seguiti per anni non si sono spinti oltre al consolidamento di nuovo armistizio.

## Il testo dell'accordo
Il testo del protocollo è composto da 13 punti, di seguito sinteticamente elencati:
1. Assicurare un cessate il fuoco bilaterale immediato dal 15 febbraio 2015.
2. Ritiro di tutti gli armamenti pesanti allo scopo di creare una zona di sicurezza tra entrambe le parti, di 50 km per artiglierie (di calibro superiore a 100 mm), di 70 km per sistema lanciarazzi multipli e di 140 km per versioni di questi ultimi a lunga gittata (9A53 Tornado, BM-27 Uragan e BM-30 Smerch) e per sistemi missilistici tattici OTR-21 Točka. In tale processo è prevista la collaborazione dell'OSCE con l'assistenza del Gruppo di Contatto Trilaterale sull'Ucraina.
3. Consentire all'OSCE l'effettiva osservazione e la verifica del regime del cessate il fuoco e del ritiro degli armamenti pesanti.
4. Il primo giorno dopo il ritiro, iniziare la discussione sulle modalità di conduzione delle elezioni locali e sulla futura forma di governo di alcune aree delle regioni di Donetsk e Lugansk. Entro 30 giorni dalla firma del protocollo il parlamento ucraino deve deliberare quali sono le aree soggette alla futura forma di governo.
5. Prevedere con legge la grazia e l'amnistia e la proibizione di inchieste penali e condanne per coloro coinvolti negli eventi avvenuti nelle aree autonome delle regioni di Donetsk e Lugansk.
6. Effettuare la liberazione e lo scambio di tutti i prigionieri e di coloro che sono stati illegalmente arrestati.
7. Garantire l'accesso sicuro, la consegna, lo stoccaggio e la distribuzione di aiuti umanitari.
8. Stabilire le modalità per il pieno ripristino delle relazioni socio-economiche, inclusi inter alia il pagamento di sussidi e pensioni.
9. Ripristino del pieno controllo da parte ucraina del confine di Stato lungo tutta la zona di conflitto che deve aversi dal primo giorno dalla conduzione delle elezioni locali.
10. Ritiro di tutte le formazioni armate straniere, inclusi i mercenari, e dei veicoli militari. Disarmo di tutti i gruppi illegali.
11. Effettuare la riforma costituzionale in Ucraina attraverso l'entrata in vigore, entro la fine del 2015, della nuova costituzione che preveda come elemento cardine la decentralizzazione e prevedere una legislazione permanente sullo status speciale delle aree autonome delle regioni di Donetsk e Lugansk che includa, inter alia, la non punibilità e la non imputabilità dei soggetti coinvolti negli eventi avvenuti nelle citate aree, il diritto all'autodeterminazione linguistica, la partecipazione dei locali organi di autogoverno nella nomina dei Capi delle procure e dei Presidenti dei tribunali delle citate aree autonome.
12. Discutere e concordare le questioni relative alle elezioni locali con i rappresentanti delle aree autonome delle regioni di Donetsk e Lugansk nell'ambito del Gruppo di contatto trilaterale in base a quanto previsto dalla legge ucraina sulle modalità dell'autogoverno locale nelle aree autonome delle regioni di Donetsk e Lugansk. Le elezioni saranno condotte con l'osservanza degli standard OSCE e l'osservazione dell'Ufficio per le istituzioni democratiche e i diritti umani dell'OSCE.
13. Intensificare l'attività del Gruppo di contatto trilaterale anche attraverso la creazione di gruppi di lavoro per l'attuazione dei vari aspetti degli accordi di Minsk.

## Seguiti
Soltanto il 9 dicembre 2019 un nuovo vertice del Quartetto Normandia a Parigi ha sbloccato uno scambio di prigionieri ed ha prefigurato una modifica costituzionale che garantisca ampia autonomia ai russofoni ucraini, secondo la proposta affacciata nel 2016 dall'allora ministro degli esteri tedesco Frank-Walter Steinmeier.
Nel maggio del 2022 Petro Porošenko ha dichiarato in un'intervista al Financial Times che gli accordi di Minsk sono stati un successo in quanto avevano mantenuto i russi oltre i confini dell'Ucraina congelando il conflitto ma concedendo del tempo al paese per ripristinare l’economia e creare delle potenti forze armate.
Angela Merkel, in un'intervista alla rivista Die Zeit nel dicembre del 2022, ha dichiarato che gli accordi di Minsk non erano un tentativo di stabilire la pace nell’Ucraina dilaniata dalla guerra, ma che sono stati un tentativo "di dare tempo all'Ucraina" di ricostruire il suo esercito.
François Hollande, in un'intervista a Stefano Montefiori per il Corriere della Sera del 15 febbraio 2023 (p. 19), conferma la dichiarazione di Angela Merkel dicendo: "quegli accordi hanno dato all'Ucraina una cosa fondamentale: il tempo. Sette anni che hanno permesso a Kiev di prepararsi e poi di resistere all'invasione."
Gli accordi di Minsk del 2014 e del 2015 furono difatti firmati dai rappresentanti ucraini in una situazione di ricatto militare e di parziale occupazione del Paese: la federalizzazione che presagivano avrebbe difatti incluso due enclave dittatoriali controllate dalla Russia, che avrebbe quindi avuto ai suoi ordini dei propri rappresentanti nel Parlamento a Kiev.
Nonostante i protocolli di Minsk prevedessero il ritiro di tutte le forze straniere, la Russia non ritirò mai i suoi uomini dalle regioni ucraine perché, ufficialmente, continuò a negare che vi fossero soldati russi impiegati in quel territorio e, negli anni successivi, invierà ulteriori militari nel Donbass.